# クミアイ族
クミアイ族 (クミアイぞく) は 、アメリカ合衆国の最南西部からメキシコの最北西部に暮らすアメリカ先住民の一族である。

## 概要
アメリカのカリフォルニア州とメキシコのバハ・カリフォルニア州にわたり住んでいる。現行のメキシコの呼称は一般的にKumiai（スペイン語）と綴り、かつてはDiegueño（スペイン語）と呼ばれたり、Tipai-Ipai (2 族の名称) あるいはKamiaで通っていたこともある。